# Emmanuel Mané-Katz
Pour les articles homonymes, voir Katz.
Emmanuel Mané-Katz est un peintre français de confession juive, né à Krementchouk en Ukraine le 5 juin 1894 et mort à Tel-Aviv en Israël le 8 septembre 1962. De style expressionniste, il appartient à l'Ecole de Paris.

## Biographie
Son enfance fut totalement imprégnée par la culture juive. Son père, qui s'occupait (chamach, en yiddish - chames- bedeau en français) de la synagogue de Krementchoug, l'éduqua selon les préceptes de la religion juive orthodoxe, souhaitant qu'il devienne rabbin. Le jeune Emmanuel apprit à dessiner en cachette. Il quitta une première fois son shtetl natal pour étudier à l'école des beaux-arts de Vilnius, mais ignorant tout du monde laïc, il retourna rapidement à la maison familiale. Encouragé par un artiste originaire d'Odessa, il entra d'abord à l'école des Arts décoratifs de Myrhorod, à seize ans, puis s'inscrivit en 1911 à l'école des beaux-arts de Kiev et s'initia à la culture européenne. 
Il arriva à Paris à dix-neuf ans en 1913 et suivit les cours dans l'atelier de Fernand Cormon. Désireux de s'engager dans la légion étrangère lors de la déclaration de la guerre, il fut refusé en raison de sa petite taille. Il voyagea alors à travers l'Europe, visitant les musées où il fit l'apprentissage des maîtres anciens et plus particulièrement de Rembrandt. Il découvrit la peinture de ses contemporains, des Fauves, dont celle d'André Derain qui eut une influence déterminante. De retour à Paris en 1921, l'artiste, qui s'était forgé un style, devait trouver dans la thématique traditionnelle judéo-slave la source de son inspiration. Il fut professeur d'art à Kharkov en 1921. Il fit sa première exposition particulière en 1922 à la galerie Percier. Il s'affirma peu à peu comme l'un des peintres de l'âme juive aux côtés de ses aînés de l'École de Paris, Amedeo Modigliani et Chaïm Soutine et exposa dans de nombreux Salons et galeries parisiennes, ainsi qu'aux expositions du Groupe de l'Amitié avec notamment Jeanne Besnard-Fortin, Serge Charchoune et Kostia Terechkovitch. Il fut également un ami de Pablo Picasso.  Son atelier de la rue Notre-Dame des Champs, hérité d'Othon Friesz, sera transmis plus tard à son principal élève, le caricaturiste Henri Morez. Il fut naturalisé français en 1928. Il fit plusieurs voyages en Palestine mandataire de 1928 à 1937. Il était l'ami de P. Krémègne et de M. Kikoïne.

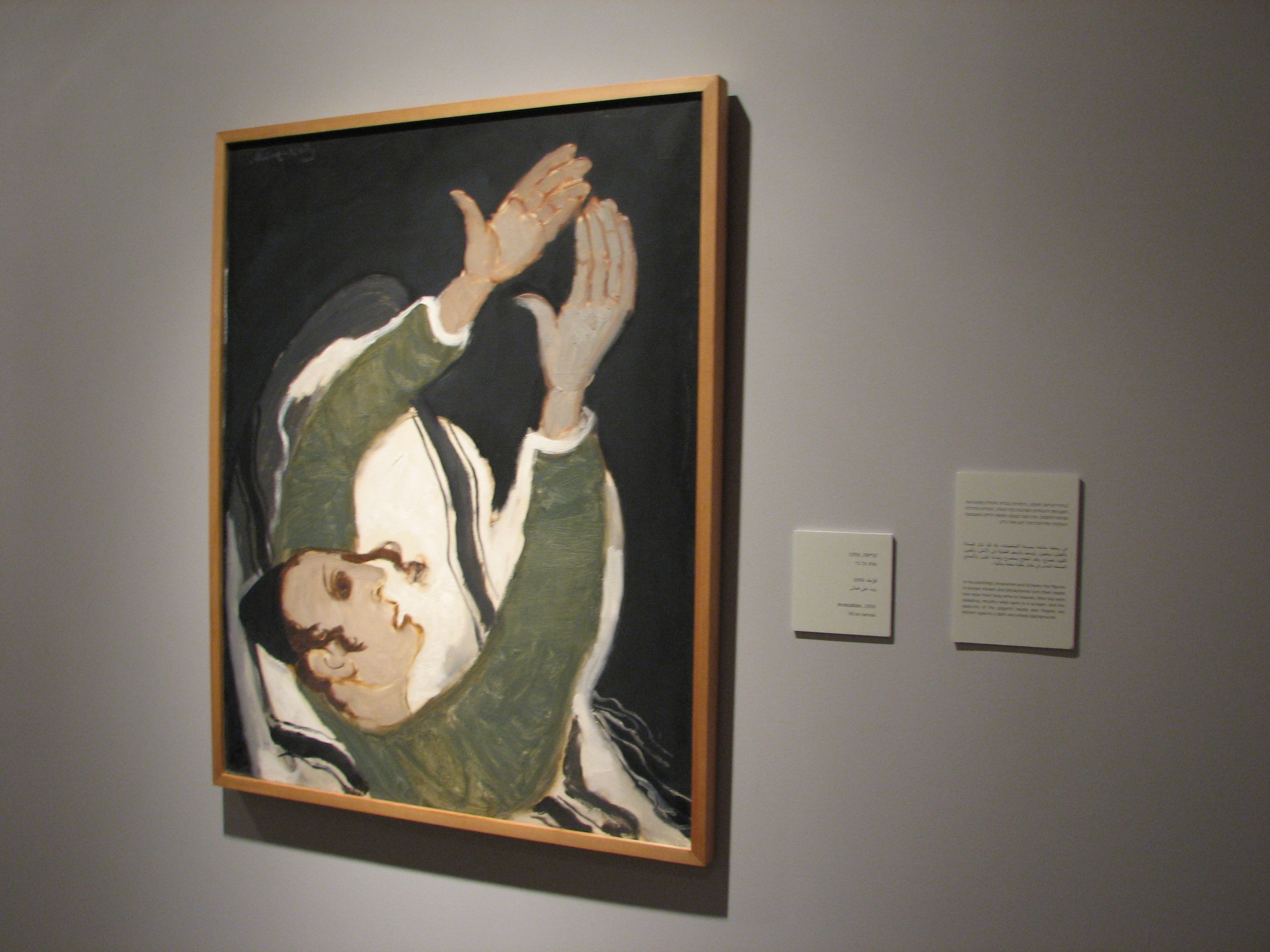
Invocation, 1956. Huile sur toile d'Emmanuel Mané-Katz exposée au musée de Haïfa.

L'art de Mané-Katz cherche à maintenir la culture vivante de la Torah. Son parcours au sein de l'École de Paris et dans le groupe de Montparnasse fut plus orthodoxe que celui de Chagall par exemple. Mané-Katz s'affirma comme le grand peintre de la diaspora. Témoin de la dispersion du peuple d'Israël, du folklore judéo-slave, de la littérature yiddish, Mané-Katz dans son exil, attesta de sa fidélité à sa tradition originelle.
Il fut le peintre des rabbins, des ghettos, et des Justes, celui de la dispersion, véritable témoin et poète de son peuple. Il apporta avec lui en Occident ce monde des talmudistes, des musiciens ambulants suivant les cortèges, de mariés, de prophètes, d'artisans. Même s'il ne voulut pas être seulement un peintre juif et qu'il eut consacré des œuvres aux fleurs, aux paysages de Paris, de Vendée et de Bretagne, il demeura un interprète des communautés juives d'Europe centrale et orientale.  Il fit son premier voyage en Palestine en 1928.  Malgré de nombreux séjours en Israël, il n'arriva pas à s'intégrer à ce nouveau monde et ne peignit jamais la réalité nouvelle d'Israël combative et fière. Dans ses toiles peintes en Israël on retrouve toujours son imagerie des paysages d'Ukraine et des vieux rabbins enfouis dans sa mémoire.
La ville de Haïfa en Israël lui a consacré un musée sur la Rue Yefe Nof : Mané-Katz avait  cédé ses peintures et sa collection personnelle d'ethnographie juive à la ville. Le maire , Abba Hushi, lui  proposa quatre ans avant sa mort un lieu de travail sur le Mont Carmel ; ce qui deviendra le Musée Mané-Katz.

## Œuvres
- Le Soulèvement du ghetto de Varsovie, 1946, Association culturelle juive de Nancy
- Invocation, 1956, Musée Emmanuel Mané-Katz de Haïfa
- Le Rabbin, 1960, musée du Petit Palais de Genève

## Livres
Meyer Waxman " Introduction à la vie juive + Les chemins de la prière Cha'are Tefila " illustré de compositions de Mane Katz, chez Pierre de Tartas, Mohndruck, RFA, 1973